# Мултимедијална уметност
Мултимедијална уметност је савремени уметнички израз који користи комбинацију више медија како би створио јединствено уметничко дело или доживљај. Ова уметничка пракса превазилази традиционалне поделе на појединачне уметничке дисциплине попут сликарства, вајарства или филма, интегришући елементе визуелних уметности (слика, фотографија, видео), звука (музика, звучни ефекти, говор), текста, перформанса, интеракције и технологије. Мултимедијална уметност често истражује нове начине комуникације, перцепције и ангажовања публике.

## Дефиниција и карактеристике
Кључна карактеристика мултимедијалне уметности је употреба више од једног медија у стварању јединственог уметничког искуства. Остале значајне карактеристике укључују:
- Интердисциплинарност: Брише границе између традиционалних уметничких форми и често укључује сарадњу уметника из различитих области.
- Употреба технологије: Често се ослања на дигиталне технологије, рачунаре, пројекторе, сензоре и друге електронске уређаје за креирање и презентацију дела.[2]
- Интерактивност: Многа мултимедијална дела позивају публику на активно учешће, где посматрач својим деловањем утиче на ток или изглед дела.
- Имерзивност: Тежња да се публика "урони" у уметничко дело, стварајући свеобухватно чулно искуство.
- Временска димензија: Многа дела су временски заснована (time-based art), попут видео радова или перформанса који се одвијају у одређеном трајању.
- Нелинеарност: Наратив или доживљај не морају пратити традиционалну линеарну структуру.

## Историјски развој (кратак преглед)
Иако је мултимедијална уметност доживела процват са развојем дигиталних технологија, њени корени сежу у авангардне покрете с почетка XX века. Футуризам, дадаизам и Баухаус експериментисали су са комбиновањем различитих уметничких форми, звука, покрета и текста.
- Током 1960-их и 1970-их година, појава видео уметности (са пионирима попут Нам Џун Пајка и Била Виоле), уметничких инсталација које ангажују простор и перформанса значајно је допринела развоју мултимедијалних приступа.[3] Уметници попут Лори Андерсон комбиновали су музику, видео, причу и перформанс.
- Дигитална револуција крајем XX и почетком XXI века отворила је нове могућности за мултимедијалну уметност, укључујући интернет уметност (нет арт), уметност виртуелне реалности (VR) и уметност проширене стварности (AR).

## Форме и жанрови
Мултимедијална уметност обухвата широк спектар форми и жанрова:
- Видео-уметност: Уметничка дела која користе видео као примарни медиј.
- Уметничка инсталација: Тродимензионална дела која трансформишу перцепцију простора, често комбинујући различите материјале, светло, звук и видео.
- Интерактивна уметност: Дела која захтевају учешће публике како би се активирала или променила.
- Интернет уметност (нет арт): Уметност створена за интернет и која користи његове специфичности као медија.
- Дигитална уметност: Широк појам који обухвата уметност створену дигиталним алатима, често као компонента мултимедијалних дела.
- Звучна уметност: Уметност која користи звук као примарни медиј, често у комбинацији са простором или визуелним елементима.
- Мултимедијални перформанс: Перформанси који интегришу видео, звук, светло и друге медије.
- Виџејинг (VJing): Стварање и манипулација визуелним садржајима у реалном времену, често као пратња музичким наступима.

## Кључни концепти
Неки од кључних концепата који се везују за мултимедијалну уметност су:
- Интерактивност: Могућност публике да утиче на уметничко дело.
- Имерзија: Стварање осећаја "уроњености" публике у уметничко дело или окружење.
- Виртуелност: Коришћење виртуелне или проширене стварности за стварање нових искустава.
- Ремедијација: Представљање једног медија унутар другог (нпр. слика у видеу, текст на интернету).
- Нелинеарност: Напуштање традиционалних линеарних наративних структура.

## Значајни уметници и дела (примери)
Поред већ поменутих пионира (Нам Џун Пајк, Бил Виола, Лори Андерсон), бројни савремени уметници широм света баве се мултимедијалном уметношћу. Примери значајних дела често укључују комплексне инсталације које комбинују видео, звук и интерактивне елементе.

## Мултимедијална уметност у Србији
Мултимедијална уметност у Србији развија се од касног XX века, пратећи међународне токове. Уметници експериментишу са видеом, инсталацијама и дигиталним медијима.
- Значајне институције које подржавају и излажу мултимедијалну уметност укључују Музеј савремене уметности у Београду, Студентске културне центре (СКЦ) у Београду, Новом Саду, Нишу и Крагујевцу, као и Дом омладине Београда.[4]
- Факултет ликовних уметности и Факултет драмских уметности у Београду, као и Академија уметности у Новом Саду, имају одсеке или предмете који се баве новим медијима и дигиталном уметношћу.
- Постоје и независне уметничке иницијативе и фестивали који промовишу мултимедијално стваралаштво.